# Vila urbană de pe str. Sfatul Țării, 35 (Chișinău)
Vila urbană de pe str. Sfatul Țării, 35 este o clădire amplasată pe str. Sfatul Țării, 35 în Chișinău, Republica Moldova. Este un monument arhitectural de importanță națională inclus în Registrul monumentelor Republicii Moldova ocrotite de stat cu nr. 377 (municipiul Chișinău). Datează din anii 1930.